# Wasteland 2
Wasteland 2 é um jogo de RPG pós-apocalíptico desenvolvido pela inXile Entertainment e publicado pela Deep Silver. É a continuação de Wasteland de 1988, e foi financiado com sucesso através do Kickstarter. Após o adiamento da data de lançamento original de outubro de 2013, foi lançado para Microsoft Windows, OS X e Linux em setembro de 2014. Uma versão aprimorada do jogo, chamada Wasteland 2: Director's Cut, foi lançada em outubro de 2015, incluindo versões para PlayStation 4, Xbox One e Nintendo Switch.

## Jogabilidade
Wasteland 2 apresenta uma visão semi-superior com uma câmera rotativa. É um jogo de RPG baseado em turnos e em grupo com combate tático. A festa do jogador tem espaço para sete personagens, incluindo os quatro personagens criados por jogadores e até três personagens não-jogadores (NPCs). Os personagens dos jogadores são altamente personalizáveis e a escolha de estatísticas, habilidades e aparência do jogador dá a eles uma personalidade individualizada. Cada um dos personagens não-jogadores do grupo tem sua própria personalidade, motivações, opiniões e agendas.

## Ligações Externas
- Wasteland 2
- Wasteland 2 no Kickstarter
- Wasteland 2. no IMDb.
- Wasteland 2 no MobyGames